# George Curry
George Sutherland Currie (20 mars 1871 – 17 avril 1900), aussi connu sous le nom de George "Flat-Nose" Curry, était un voleur américain du temps de la conquête de l'Ouest. Curry a été le mentor de Harvey Logan, qui adopta son nom de famille Curry, et les deux ont braqué des banques ensemble avant de devenir tous les deux membres de la Wild Bunch de Butch Cassidy. Curry sera tué par un shérif, tandis qu'il volait du bétail dans le comté de Grand, dans l'Utah.

## Jeune carrière de hors-la-loi
Currie est né à West Point, à l'Île-du-Prince-Édouard, au Canada en 1871, second des six enfants de John et Nancy Ann (Macdonald) Currie. Sa famille déménage à Chadron au Nebraska où, jeune homme, il commence à voler du bétail. Il acquiert les surnoms de « Big Nose », et « Flatnose » et adopte comme résidence la cachette de hors-la-loi Hole-in-the-Wall dans le Wyoming. Là, il rencontre Harvey Logan, qui adopte son nom de famille et devient connu sous le nom de Kid Curry. Les frères de Kid, Lonny et Johnnie Logan, suivant son exemple, adoptent également Curry comme nom de famille. Kid Curry allait devenir l'un des plus dangereux et redoutés pistoleros de l'Ouest.
George Currie forme un gang dont fait partie Kid Curry, et est capturé avec lui le 28 juin 1897. Le gang avait braqué la banque du comté de Butte à Belle Fourche, Dakota du Sud plus tôt dans le mois. Tous sauf l'un d'entre eux (Tom O'Day, dont le cheval avait fui sans lui) se sont enfuis avec l'argent, mais alors qu'ils planifient un autre braquage, une troupe les coince dans le comté de Fergus, Montana et capture Curry, avec le Kid et Walt Putney. Ils s'échappent de la prison de Deadwood en novembre en assommant le geôlier.
Les trois hommes volent des chevaux et retournent dans le Montana, volant des provisions en chemin. Une autre troupe les rattrape dans les monts Bears Paw (en). Il y eut une fusillade dont les fuyards s'échappèrent à pied, laissant derrière eux les marchandises volées et les chevaux. Ils se retirent à Hole-in-the-Wall, pillant deux bureaux de poste sur leur route.

## Avec la Wild Bunch

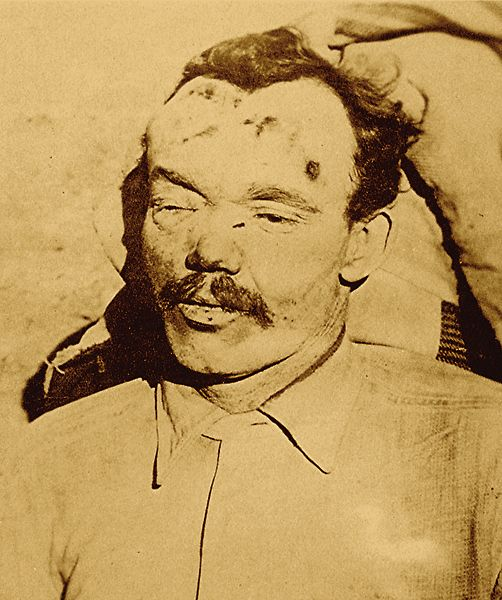
Flat Nose Curry après son assassinat par le shérif Jesse Tyler.

À Hole-in-the-Wall, ils sont engagés dans une fusillade avec une autre troupe, mais le terrain accidenté et les structures défensives construites et tenues par les dizaines de membres hors-la-loi de la Wild Bunch s'y cachant, sont de trop pour les représentants de la loi.
Curry participe au raid de la Wild Bunch sur le train Overland Flyer de l'Union Pacific à Wilcox, Wyoming, le 2 juin 1899, qui est devenu célèbre, et prend part également à plusieurs autres braquages. L'équipe du train Overland Flyer fournira des descriptions des voleurs, que Hazen, le shérif local du comté de Converse, reconnait comme étant Butch Cassidy, Kid Curry, Flat Nose George Curry et Elzy Lay. Hazen forme une troupe immédiatement mais Kid Curry et George Curry tirent et tuent Hazen pendant cette poursuite, ce qui ralentit la troupe. Dans la confusion qui s'ensuit, la Wild Bunch réussit à s'échapper sans leurs chevaux. Les hors-la-loi se rendent dans un ranch de moutons à Castle Creek, où ils se reposent avant de repartir dans les montagnes de Tisdale vers la fourche nord de la rivière Powder. Ici, ils réussissent à trouver des chevaux de rechange et du ravitaillement. Le vice-shérif local William Deane était entré en contact avec la bande à cet endroit, et a également été abattu par Kid Curry le 15 avril 1897.
Bien que la troupe les surpasse largement en nombre et peut couvrir beaucoup de terrain dans sa recherche, la Wild Bunch atteint le bastion de Hole-in-the-Wall. L'agent de Pinkerton, Charlie Siringo, et l'agent contractuel de Pinkerton, Tom Horn, recoupent des informations qui identifient Kid Curry comme le tueur de Hazen. Il n'y a jamais eu de rapports précis reliant Kid Curry au meurtre de l'adjoint Deane, mais les rumeurs révélées par Siringo alors qu'il travaillait sous couverture indiquent que Kid Curry était le tueur.
Les Curry et quelques-uns des autres membres de la Wild Bunch sont allés se cacher à Robbers Roost, en Utah, après avoir obtenu des provisions au ranch des femmes hors la loi Josie et Ann Bassett.
George Curry est abattu le 17 avril 1900 par le shérif Jesse Tyler alors qu'il volait du bétail dans le comté de Grand, en Utah. En apprenant cela, Harvey "Kid Curry" Logan, rendu également furieux par le meurtre récent de son frère Lonny dans le Missouri par les forces de police, jure de se venger. En mai, Kid Curry fait le voyage du Nouveau-Mexique en Utah, et se venge pour les morts de son frère et de George Curry en tuant le shérif Tyler et son adjoint Sam Jenkins dans une fusillade.